# Bezpośredniość wyborów

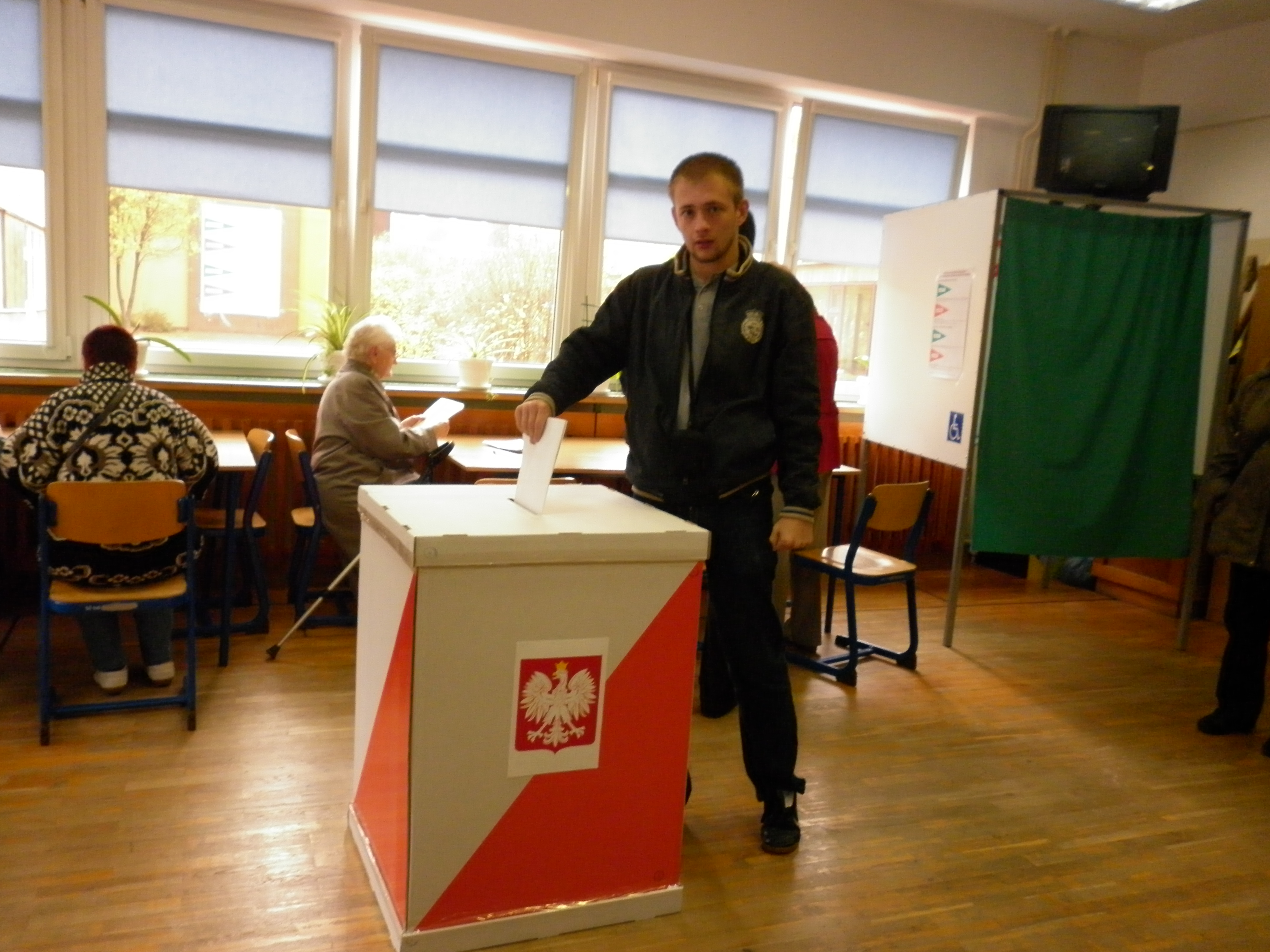
Wybory bezpośrednie

Bezpośredniość wyborów – jedna z zasad prawa wyborczego, zaliczana do przymiotników wyborczych. Polega na tym, że wyborcy w drodze osobistego głosowania – bez żadnego pośrednictwa – wybierają określonego kandydata. Wybory bezpośrednie określane są mianem wyborów jednostopniowych, w odróżnieniu od wyborów pośrednich, gdy głosowanie jest dwu- bądź wielostopniowe i wybierani są elektorzy, którzy wyłaniają dopiero spośród siebie członków.